# HD 11964
HD 11964 är en dubbelstjärna belägen i den mellersta delen av stjärnbilden Valfisken. Den har en skenbar magnitud av ca 7,51 och kräver åtminstone en handkikare eller ett mindre teleskop för att kunna observeras. Baserat på parallax enligt Gaia Data Release 2 på ca 29,8 mas, beräknas den befinna sig på ett avstånd på ca 110 ljusår (ca 34 parsek) från solen. Den rör sig närmare solen med en heliocentrisk radialhastighet på ca -9 km/s.

## Egenskaper
Primärstjärnan HD 11964 A är en gul till vit stjärna i huvudserien av spektralklass G9 V CN+1 där suffixnoten anger ett överskott av cyanoradikaler i spektrumet. Houk och Swift (1999) angav spektralklass G8 IV, vilket betyder att den istället är en mer utvecklad underjättestjärna. Den har en massa som är ca 1,1 solmassor, en radie som är ca 2,2 solradier och har ca 2,9 gånger solens utstrålning av energi från dess fotosfär vid en effektiv temperatur av ca 5 300 K.
En följeslagare i en vid bana upptäcktes år 2000  betecknad HD 11964 B. Den har en skenbar magnitud på 11,11 och låg med en vinkelseparation på 29,7 bågsekunder vid en positionsvinkel på 134° år 2015. Den är en röd dvärg med spektralklass M0 V, och har en radie av 0,6 solradie. Den har 0,085 gånger solens ljusstyrka vid en effektiv temperatur på 4 033 K.

## Planetssystem
I augusti 2005 upptäcktes två exoplaneter i omloppsbana kring stjärnan, den innersta som Neptunus och den andra som Jupiter i en bana på 3,34 AE avstånd. Den andra planeten (HD 11964 b) bekräftades dock inte förrän i maj 2007. I september 2007 hävdade P.C. Gregory på grundval av bayesisk analys av radiella hastighetsdata att det fanns en tredje planet vid stjärnan. Planeten påstods ha en massa som liknar Saturnus och ligger i en 360-dygns omloppsbana. Gregory varnade samtidigt för att den nära matchningen mellan perioden för denna planet till att vara exakt ett år innebar att de radiella hastighetsvariationerna kan ha orsakats av otillräcklig korrigering för jordens rörelse i omloppsbanan kring solen. Planeten var inte omnämnd i data i en analys publicerad i Astrophysical Journal 2009.
| Planet | Massa          | Halv storaxel (AE) | Siderisk omloppstid (d) | Excentricitet | Inklination | Radie |
| ------ | -------------- | ------------------ | ----------------------- | ------------- | ----------- | ----- |
| c      | ≥0,11 MJ       | 0,229              | 37,82                   | 0,15          | -           | -     |
| b      | ≥0,61 ± 0,1 MJ | 3,34 ± 0,4         | 2 110 ± 70              | 0,06 ± 0,2    | -           | -     |